# Gazeta Senior
Gazeta Senior – jedno z pierwszych polskich czasopism dla seniorów. Miesięcznik ukazuje się od 2011 roku. Czasopismo początkowo wydawane było we Wrocławiu. W 2012 roku pojawiła się mutacja wydawnicza w Poznaniu, w 2013 r. w Krakowie, a 2014 r. w Łodzi. Aktualnie miesięcznik swoim zasięgiem obejmuje większość kraju. Dostępny jest w następujących ośrodkach: Aglomeracja Śląska (m.in. Katowice, Gliwice, Sosnowiec), Bydgoszcz, Toruń, Kraków, Łódź, Poznań, Gdynia, Gdańsk, Sopot, Warszawa, Wrocław i kilka mniejszych miejscowości. Objętość gazety wynosi od 16 do 32 stron formatu bliskiego A-3 (28,9 × 35 cm). Gazeta Senior jest czasopismem o charakterze informacyjnym i poradnikowym. Gazeta jest dostępna w aptekach, bibliotekach, uniwersytetach trzeciego wieku, centrach seniora, organizacjach pozarządowych działających na rzecz seniorów, oddziałach Polskiego Związku Emerytów Rencistów i Inwalidów oraz urzędach miast. Prenumeratę indywidualną organizuje Poczta Polska, a grupową wydawnictwo. Od 2015 r. działa również serwis internetowy GazetaSenior.pl
Gazeta Senior jako jedna z pierwszych gazet wykorzystała potencjał srebrnej gospodarki (silver economy) dostarczając czytelnikom seniorom informacje o produktach i usługach odpowiadającym na ich potrzeby. Jednocześnie miesięcznik powstaje w oparciu o zasady silver marketingu (m.in. duży format czasopisma, matowy papier, powiększone i zaokrąglone czcionki, przewaga kolorów pastelowych). Na łamach gazety drukowanej i portalu publikują redaktorzy-seniorzy, często emerytowani dziennikarze lub specjaliści w swojej dziedzinie, sędziowie w stanie spoczynku, psychologowie etc.
Gazeta Senior obejmuje patronatem medialnym najważniejsze branżowe wydarzenia takie jak: Łódzkie Senioralia, Dni Seniora w Mysłowicach, Sopockie Dni Seniora, Wrocławskie Dni Seniora, Targi Seniora w Krakowie, Senioralni. Poznań, Jarmark Kreatywności Wielki Finał Warszawskiego Tygodnia Seniora, Lubelskie Spotkania Seniorów LUBSENIOR.
Wydawcą gazety jest obecnie Media Senior.
Pomysłodawcą czasopisma oraz redaktor naczelną jest Linda Matus. Za działalność na rzecz osób starszych w 2016 r. została uhonorowana statuetką „Przyjaciel Seniora” przyznawaną przez Wrocławską Radę Seniorów. Praktyk srebrnej gospodarki i srebrnego marketingu, publikowała artykuły w tej tematyce m.in. dla magazynu Marketer+. Wykładowca studiów podyplomowych w Uniwersytecie Wrocławskim na kierunku Psychogerontologia, kurs pt. Media senioralne.
W latach 2011–2015 tytuł brzmiał „Czerwony Portfelik Senior” a w 2015-2018 „Gazeta Senior Kraj”.

## Główne działy
- Rozmowy
- Wydarzenia
- Bezpieczeństwo
- Wspomnienia
- Zdrowie
- Kultura
- Turystyka

W czasopiśmie ukazały się okładkowe wywiady z takimi osobistościami jak: Dorota Kolak, Jerzy Skoczylas, Mariola Bojarska-Ferenc, Jerzy Owsiak, Michał Fajbusiewicz, Zbigniew Lew-Starowicz, Wanda Kwietniewska, Anna Korcz, Jerzy Skrzypczyk, Halina Kunicka, czy Michał Bajor.

## Redakcja
- Linda Matus – redaktor naczelna, wydawca
- Łukasz Marszałek – z-ca redaktor naczelnej, współpraca z partnerami
- Ida Matus – dyrektor artystyczna
- Jerzy Dudzik – redaktor senior
- Andrzej Wasilewski – redaktor senior
- Dr Jadwiga Kwiek – współpraca
- Kazimierz Nawrocki – redaktor senior
- Maria Orwat – redaktor senior
- Krystyna Ziętak – redaktor senior
- Andrzej Wiśniewski – redaktor senior